# Sternostylus iaspis
Sternostylus iaspis is een tienpotigensoort uit de familie van de Sternostylidae. De wetenschappelijke naam van de soort is voor het eerst geldig gepubliceerd in 1990 door Baba & Haig als Gastroptychus iaspis.